# Карань (річка)
Карань — річка в Україні, у Бориспільському районі Київської області. Права притока Трубежа (басейн Дніпра).

## Опис
Довжина річки 42 км., похил річки — 0,24 м/км. Площа басейну 525 км².

## Розташування
Бере початок на південному сході від Головурова. Тече переважно на південний схід через Старе і на південно-західній околиці Переяслава впадає у річку Трубіж, ліву притоку Дніпра.
Населені пункти вздовж берегової смуги:Сошників, Ковалин, Дівички, Стовп'яги.